# 2760 Kacha
2760 Kacha è un asteroide della fascia principale del diametro medio di circa 57,9 km. Scoperto nel 1980, presenta un'orbita caratterizzata da un semiasse maggiore pari a 3,9894799 au e da un'eccentricità di 0,1191519, inclinata di 13,48429° rispetto all'eclittica.
L'asteroide è dedicato al centro di addestramento al volo presso la località di Kača in Crimea.